# Our Bright Future
Our Bright Future é o oitavo álbum de estúdio da cantora e compositora Tracy Chapman, lançado em 2008. O primeiro single do álbum chama-se "Sing For You" e foi lançado em 31 de outubro. Para a divulgação desta canção, Chapman apareceu em estações de rádio em toda a Europa. Uma turnê européia para a divulgação do disco foi realizada entre novembro e dezembro do mesmo ano. Outra turnê estava programada para Janeiro de 2009 nos Estados Unidos, mas esta foi adiada. Our Bright Future recebeu disco de Ouro na França por vendas superiores a 100.000 cópias.

## Faixas
Todas as canções compostas por Tracy Chapman.
1. "Sing for You" - 4:25
2. "I Did It All" - 3:10
3. "Save Us All" - 3:46
4. "Our Bright Future" - 4:13
5. "For a Dream" - 3:19
6. "Thinking of You" - 4:49
7. "Theory" - 3:18
8. "Conditional" - 4:05
9. "Something to See" - 4:14
10. "The First Person on Earth" - 3:52
11. "Spring" - 3:07

## Paradas
| Ano  | Parada                       | Melhor posição |
| ---- | ---------------------------- | -------------- |
| 2008 | Australian ARIA Albums Chart | 81             |
| 2008 | Billboard Hot 200 Chart      | 57             |
| 2008 | U.K. Chart                   | 75             |
| 2008 | France: SNEP                 | 5              |